# Raoul Wallenberg
Raoul Gustav Wallenberg (Lidingö, 4 de agosto de 1912-desaparecido el 17 de enero de 1945) fue un diplomático sueco miembro de una prestigiosa e influyente familia. En las últimas etapas de la Segunda Guerra Mundial, trabajó sin descanso y corrió grandes riesgos para salvar a miles de judíos húngaros del Holocausto. Fue arrestado por los soviéticos tras la entrada del Ejército Rojo en Budapest, alegaron que era un espía estadounidense. Fue declarado muerto el 17 de julio de 1947. Su muerte es motivo de controversia.

## Biografía

### Familia
Wallenberg nació en Lidingö (Suecia) en 1912. Fue hijo de Raoul Oscar Wallenberg, un oficial naval sueco y de María Sofía Wising "Mag" (1891-1979). Su padre murió de cáncer cuando Raoul jr. contaba sólo con tres meses. En 1918, su madre contrajo nuevas nupcias con Frederick von Dardel. Dos hijos, Guy von Dardel, su hermana Nina contrajo matrimonio con un miembro de la familia Lagergren.

### Formación y ejercicio profesional
En 1931, Wallenberg viajó a los Estados Unidos para estudiar Arquitectura en la Universidad de Míchigan, donde aprendió ruso, se graduó en 1935. Al regresar a Suecia, su abuelo le consiguió empleo en Ciudad del Cabo (Sudáfrica), donde trabajó para una compañía sueca vendedora de materiales de construcción. Ese año fue a trabajar a una filial del Banco Holandés en Haifa, entonces bajo el Mandato Británico de Palestina, donde hizo amistad con judíos húngaros. Regresó a Suecia en 1936 y aceptó trabajar en The Central European Trading Center, firma perteneciente al judío Koloman Lauer, a quien le estaba prohibido el ingreso a ciertas partes de Europa, por lo que, en esos casos, Wallenberg tomaba su lugar. Ahí aprendió a conversar con los nazis y entender su pensamiento.

### Holocausto (Shoa)
La campaña por el Holocausto, durante el nazismo, inquietó a Wallenberg. El 9 de julio de 1944 fue asignado como primer secretario de la delegación sueca en Budapest (Hungría). Usó su estatus diplomático para salvar a muchos judíos húngaros a los que entregó pasaportes protegidos (SchutzPass), que los identificaba como suecos en espera de repatriación. Aunque estos documentos carecían de legalidad, lucían como oficiales, aceptables por las autoridades alemanas y húngaras, sobre todo si eran acompañados de algún soborno. 
Wallenberg alquiló casas para los refugiados judíos con fondos de la embajada y puso en las entradas letreros de "Biblioteca de Suecia" o "Instituto Sueco de Investigaciones". Albergó a otros refugiados en las delegaciones suecas de Budapest. Negoció con oficiales nazis como Adolf Eichmann y el comandante de las fuerzas armadas alemanas en Hungría, el general Gerhard Schmidhuber, y consiguió que cancelaran las deportaciones a los campos de concentración alemanes, entregándoles una nota de su amigo fascista Pal Szalay en la que los amenazaba con ser procesados por crímenes de guerra. Esto fue sólo dos días antes de la llegada del Ejército Rojo a Budapest. Gracias a la red informativa que supo tejer, conocía las fechas en que los judíos iban a ser transportados a campos de exterminio. Se encargó en persona de detener trenes destinados a Auschwitz, recuperó condenados de las “marchas de la muerte” e impidió la labor del antisemita Partido de la Cruz Flechada, que apoyaba a los alemanes.

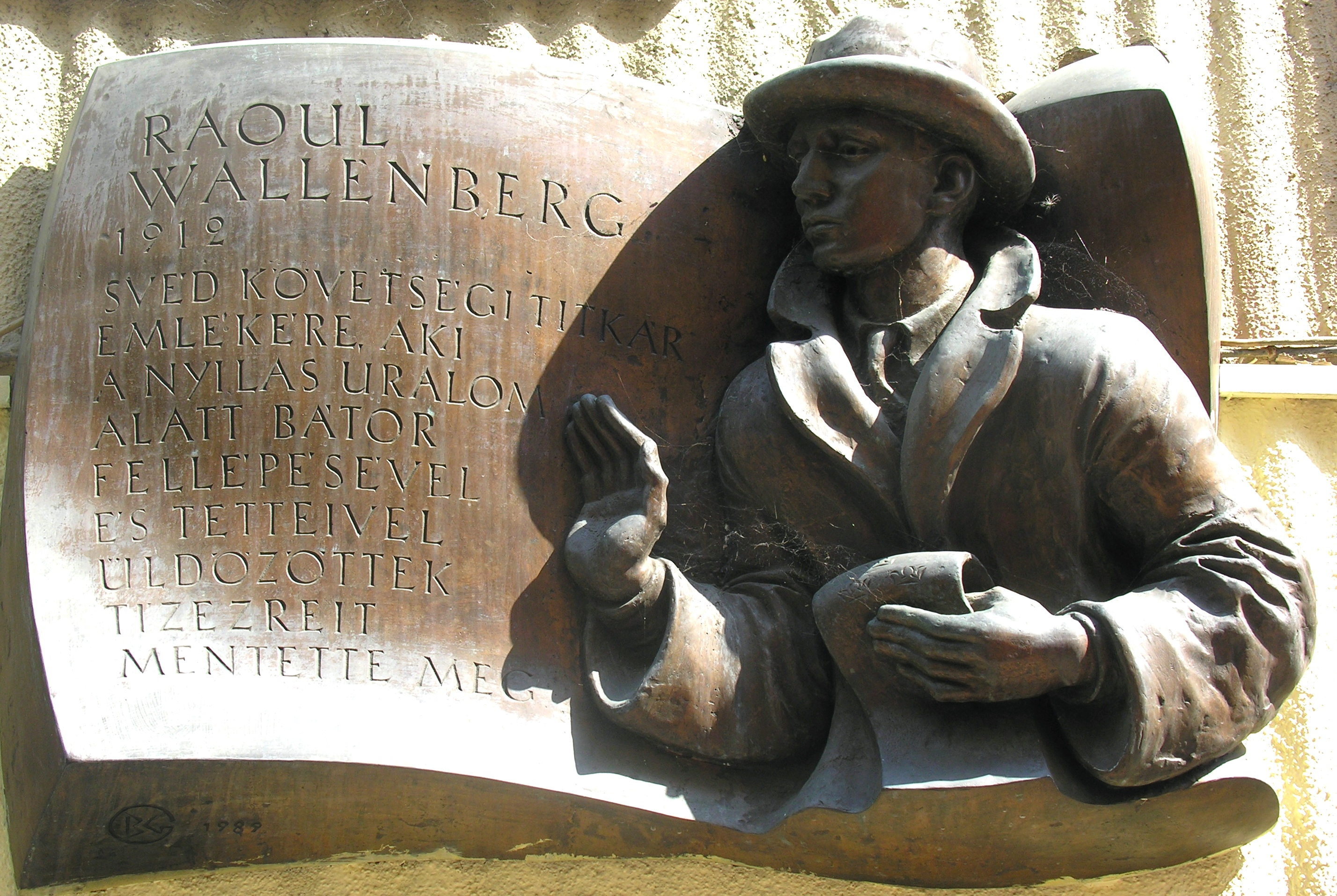
Placa conmemorativa en Budapest.

Wallenberg ha sido reconocido como Justo entre las Naciones por la organización israelí Yad Vashem por haber salvado en persona la vida de miles de judíos húngaros. Una historia apócrifa lo acredita como responsable de haber conseguido que un general alemán, ya sea persuadido o amenazado, ignorara las órdenes directas de Adolf Hitler, en las que le encargaba la destrucción de los guetos y el asesinato de sus habitantes, los cuales se encontraban ya en los últimos y desesperados días previos a la liberación de Budapest. De ser cierta esta historia, el número de personas salvadas por Wallenberg se incrementaría a alrededor de 100 000. Cuando los rusos liberaron la ciudad encontraron a 97 000 judíos en dos guetos de Budapest. De un total de población judía de 330 000 previos a la guerra, sobrevivieron 120 000. Entre ellos, el químico de renombre Gabor Somorjai, que a la fecha de la ocupación contaba con 9 años, y su familia.

### Arresto
Wallenberg fue arrestado por el SMERSH  el 17 de enero de 1945 en Budapest, bajo supuesta sospecha de ser un espía que trabajaba para los Estados Unidos. Hasta hoy, el gobierno estadounidense rehúsa confirmar o negar este hecho. Wallenberg fue trasladado en secreto a la Unión Soviética y llevado a la prisión de Lubyanka en Moscú, junto con su chófer, Langfelder, y transferido a la prisión de Lefórtovo por otros dos años.

### Muerte
El 6 de febrero de 1957 a causa de una gran presión internacional, los soviéticos mostraron documentos oficiales de sus archivos donde decían "el prisionero conocido por ustedes como Wallenberg, murió anoche en su celda". El documento, fechado el 17 de julio de 1947, estaba firmado por Smoltsov, jefe de la prisión de Lubyanka. La nota fue dirigida a Víktor Abakúmov, ministro de seguridad soviética. Sin embargo el gobierno no explicó por qué nunca hicieron pública esa información.
Muchos reporteros continuaron su búsqueda. Personas que fueron liberadas del Gulag hacia 1981 afirmaban haber visto a un extranjero allí cuya descripción concordaba con la de Wallenberg.
Durante y después de la II Guerra Mundial, muchos prisioneros de guerra alemanes de la SS Schutzstaffel y miembros del Ejército Ruso de Liberación de Andréi Vlásov fueron encarcelados y murieron en la isla de Wrangel.[cita requerida] Un preso que más tarde emigró a Israel, Efim Moshinski, afirma haber visto allí a Wallenberg en 1962.

## Legado
En Israel existe un gran número de calles, parques, bustos y placas en su honor. Su historia ha nutrido libros y películas, post mortem ha sido declarado “Justo entre las Naciones” por Yad Vashem; ha recibido el Premio Europeo de Derechos Humanos y la mayor condecoración del rey de Suecia. A la entrada de la mayor sinagoga en Hungría, se encuentra una placa en honor a quien suele ser denominado “El Ángel de Budapest”.
Raoul Wallenberg fue honrado como ciudadano honorario de los Estados Unidos en 1981. En la sala de entrada de visitantes del Capitolio en Washington se encuentra un busto en su honor. En Montevideo, Uruguay, un colegio público lleva su nombre, el Liceo 53 "Raoul Wallenberg".
Existe una organización no gubernamental sin fines de lucro, denominada Fundación Internacional Raoul Wallenberg con sedes y corresponsalías en Nueva York, Roma, Jerusalén, Buenos Aires, Berlín, Río de Janeiro y Londres, cuya misión es desarrollar proyectos educativos y de divulgación que promuevan el ejercicio de los valores de solidaridad y coraje cívico.
El 23 de octubre de 2012, en la Ciudad de La Plata, Argentina, fue instalado un busto donado por la Fundación Internacional Raoul Wallenberg, en recordación de los 100 años de su nacimiento.
Es conmemorado por la Comunión anglicana el 16 de junio, junto a Magda y André Trocmé, Chiune Sugihara, Carl Lutz y Harry Bingham.

## En la ficción
En 1985 estrenaron la película para televisión La historia de un héroe, protagonizado por Richard Chamberlain, donde narran los acontecimientos previos al arresto de Wallenberg.